# Kauli Vaast
Kauli Vaast (26 de fevereiro de 2002) é um surfista francês, natural da Polinésia Francesa.

## Biografia
Vaast nasceu na cidade de Vairao, na ilha do Taiti, na Polinésia Francesa. Ele tem dois irmãos mais novos, uma irmã e um irmão. Sua irmã, Aelan, também é surfista profissional. Vaast surfou pela primeira vez em uma prancha de surfe com seu pai quando tinha quatro anos e começou a surfar sozinho aos seis. Quando tinha oito anos, Vaast surfou em Teahupo'o pela primeira vez e venceu uma competição local de surfe, motivando-o a treinar competitivamente como surfista na França.

## Carreira
Vaast é três vezes campeão europeu júnior da WSL (2017, 2019 e 2020).
Em 2019, Vaast foi vitorioso contra o surfista havaiano Tyler Newton no Tahiti Pro Trials de 2019, ganhando uma aparição curinga no Tahiti Pro Teahupo'o 2019. Lá, ele avançou para as oitavas de final, onde foi derrotado por Jérémy Florès. Vaast ficou em segundo lugar no Outerknown Tahiti Pro 2022, atrás de Miguel Pupo. Em 2023, ele fez sua primeira vitória no WQS em Marrocos, no Rip Curl Pro Search Taghazout Bay.
Vaast se classificou para as Olimpíadas de 2024 nos Jogos Mundiais de Surfe ISA de 2023, derrotando o surfista espanhol Gonzalo Gutiérrez para reivindicar a vaga europeia. Como substituto de Ítalo Ferreira, que desistiu devido a lesão, Vaast ficou em quinto lugar no Shiseido Tahiti Pro 2023, atrás de Leonardo Fioravanti. Nos Jogos Mundiais de Surfe ISA de 2024, Vaast conquistou a medalha de bronze, ficando atrás de Gabriel Medina e Ramzi Boukhiam.
Ele venceu o evento de shortboard masculino dos Jogos Olímpicos de Verão de 2024.